# Crauatamyces eupatorii
Crauatamyces eupatorii är en svampart som beskrevs av Viégas 1944. Crauatamyces eupatorii ingår i släktet Crauatamyces, klassen Dothideomycetes, divisionen sporsäcksvampar och riket svampar.   Inga underarter finns listade i Catalogue of Life.